# Comuna Bereni, Mureș
Bereni (în maghiară: Székelybere) este o comună în județul Mureș, Transilvania, România, formată din satele Bâra, Bereni (reședința), Cându, Drojdii, Eremieni, Maia și Mărculeni.
Comuna a fost înființată în anul 2004, (Legea 135/2004) prin reorganizarea comunei Măgherani.

## Demografie
Componența etnică a comunei Bereni
     Maghiari (92%)
     Alte etnii (0,93%)
     Necunoscută (7,07%)
Componența confesională a comunei Bereni
     Reformați (81,99%)
     Romano-catolici (4,63%)
     Fără religie (1,6%)
     Martori ai lui Iehova (1,43%)
     Alte religii (2,1%)
     Necunoscută (8,25%)
Conform recensământului efectuat în 2021, populația comunei Bereni se ridică la 1.188 de locuitori, în scădere față de recensământul anterior din 2011, când fuseseră înregistrați 1.203 locuitori. Majoritatea locuitorilor sunt maghiari (92%), iar pentru 7,07% nu se cunoaște apartenența etnică. Din punct de vedere confesional, majoritatea locuitorilor sunt reformați (81,99%), cu minorități de romano-catolici (4,63%), fără religie (1,6%) și martori ai lui Iehova (1,43%), iar pentru 8,25% nu se cunoaște apartenența confesională.

## Politică și administrație
Comuna Bereni este administrată de un primar și un consiliu local compus din 9 consilieri. Primarul, Csaba Benedekfi[*], de la Uniunea Democrată Maghiară din România, este în funcție din 2012. Începând cu alegerile locale din 2024, consiliul local are următoarea componență pe partide politice:
|  | Partid                                 | Consilieri | Componența Consiliului | Componența Consiliului | Componența Consiliului | Componența Consiliului | Componența Consiliului | Componența Consiliului | Componența Consiliului | Componența Consiliului | Componența Consiliului |
|  | -------------------------------------- | ---------- | ---------------------- | ---------------------- | ---------------------- | ---------------------- | ---------------------- | ---------------------- | ---------------------- | ---------------------- | ---------------------- |
|  | Uniunea Democrată Maghiară din România | 9          |                        |                        |                        |                        |                        |                        |                        |                        |                        |

## Vezi și
- Biserica reformată din Eremieni
- Biserica reformată din Bâra
- Biserica reformată din Cându
- Dealurile Târnavelor și Valea Nirajului (arie de protecție specială avifaunistică)
- Dealurile Târnavei Mici - Bicheș (sit de importanță comunitară)

## Imagini

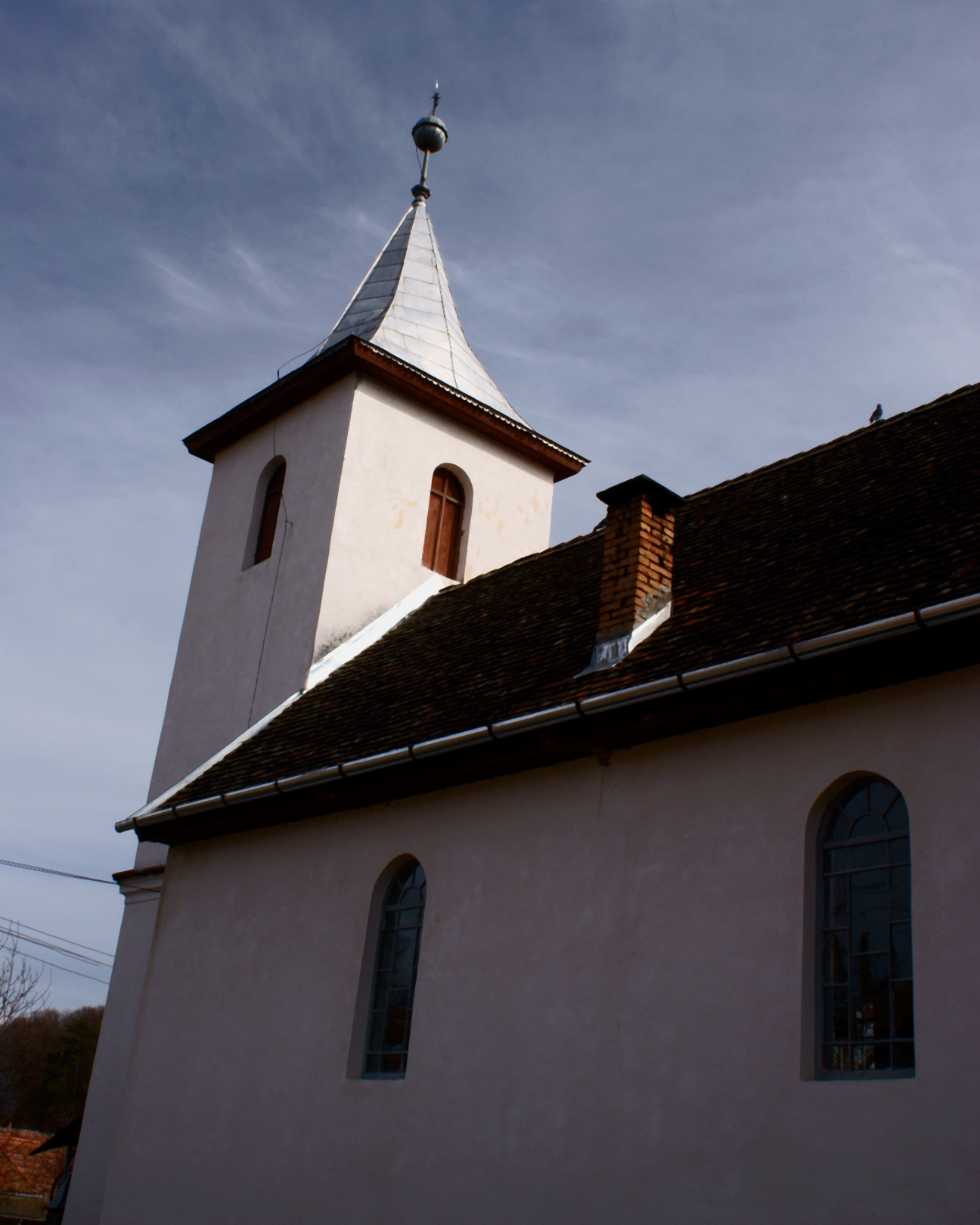
Biserica reformată din satul Drojdii
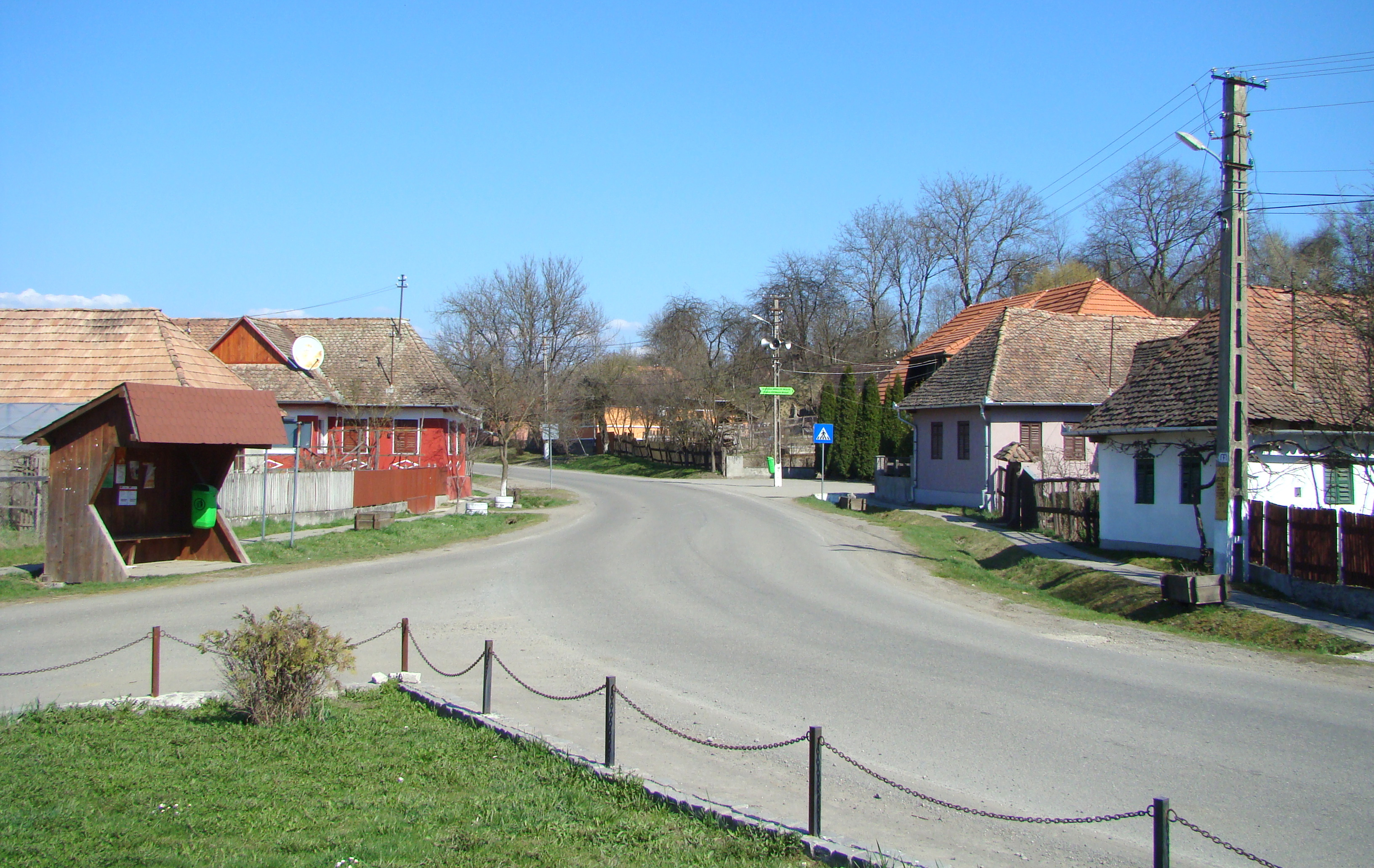
Satul Bereni
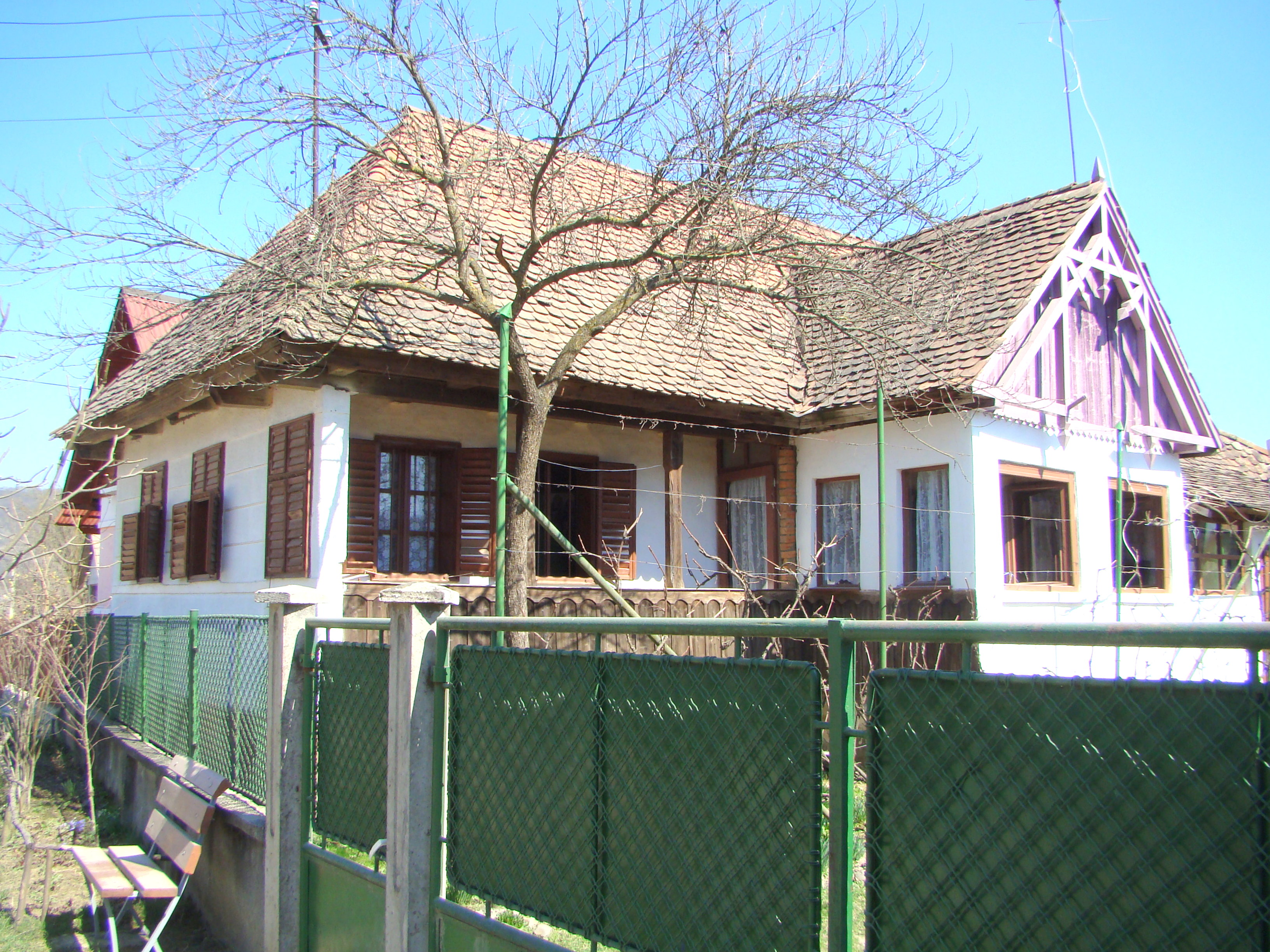
Casă din ansamblul rural „Str. Principală”, sat Bereni (monument istoric)
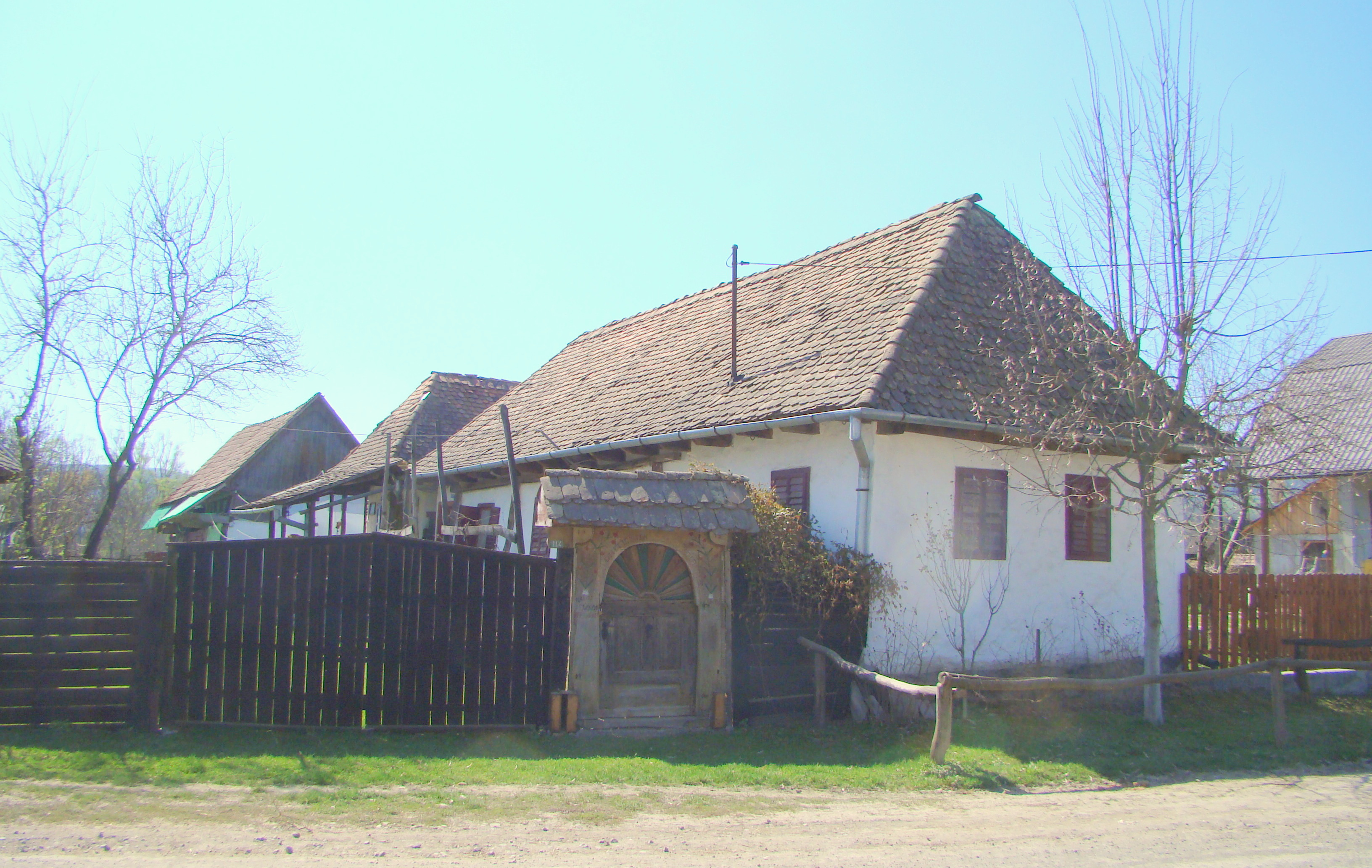
Casă din ansamblul rural „Str. Principală”, sat Bereni (monument istoric)
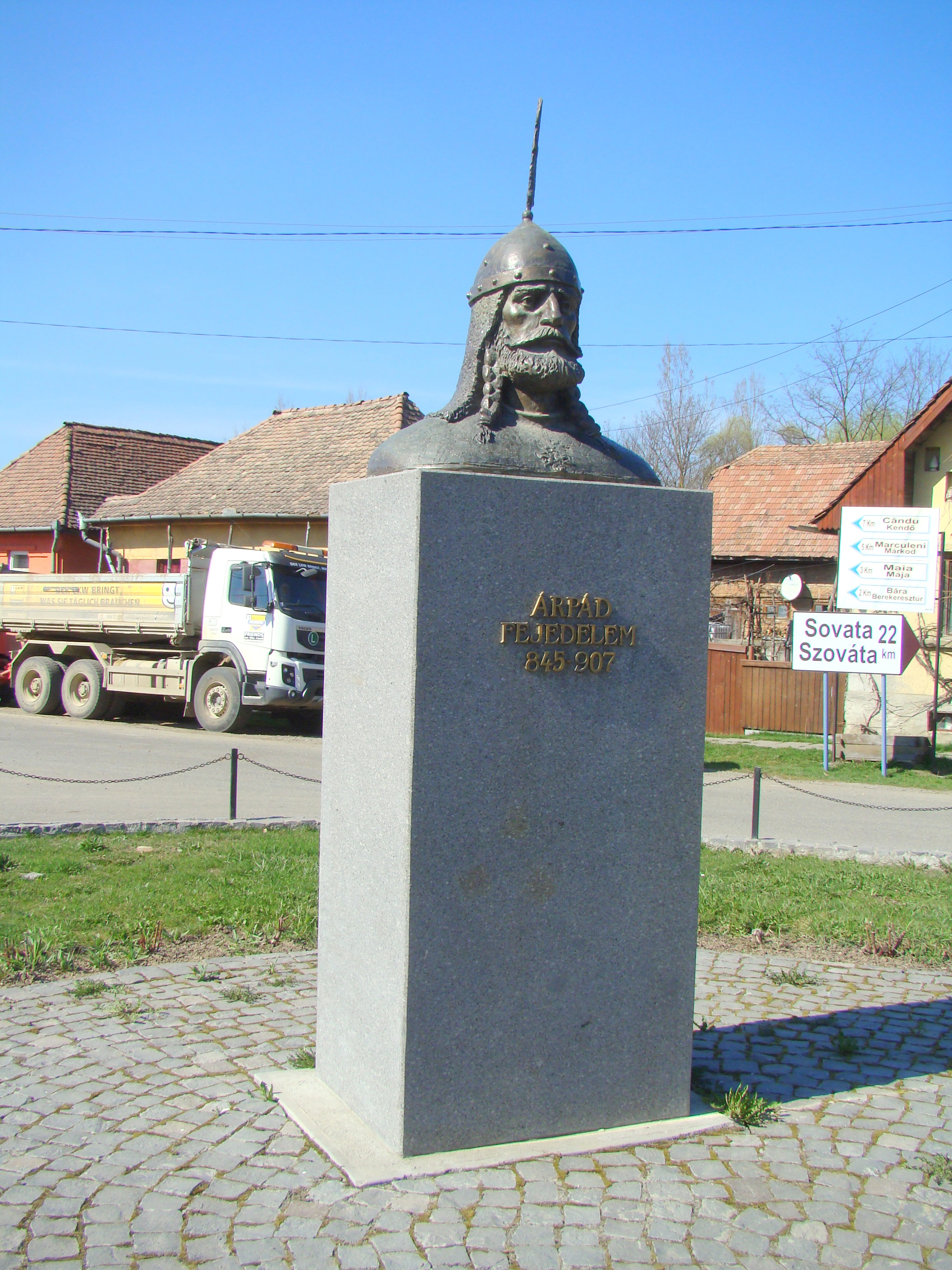
Bustul lui Árpád din satul Bereni
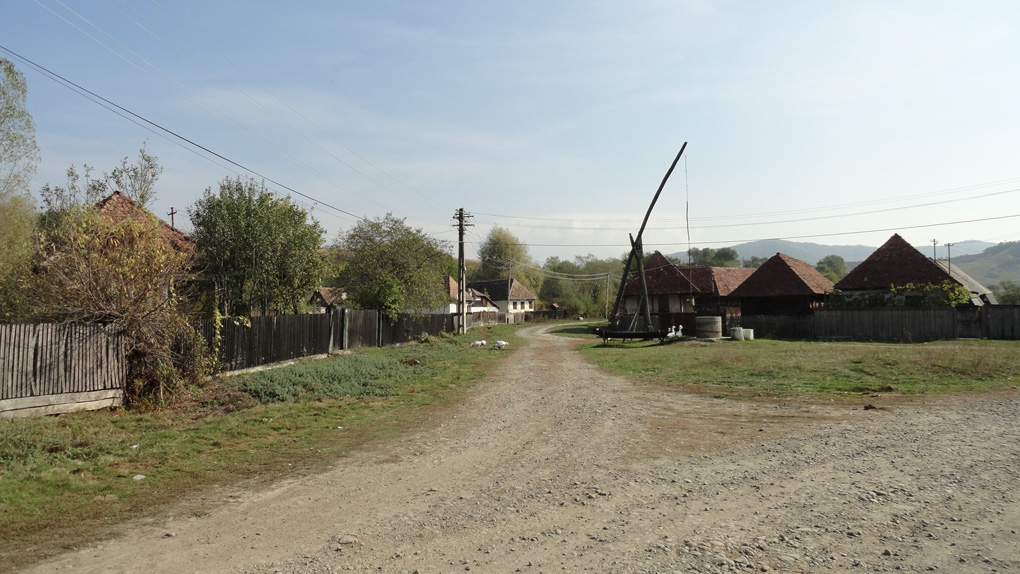
Satul Maia
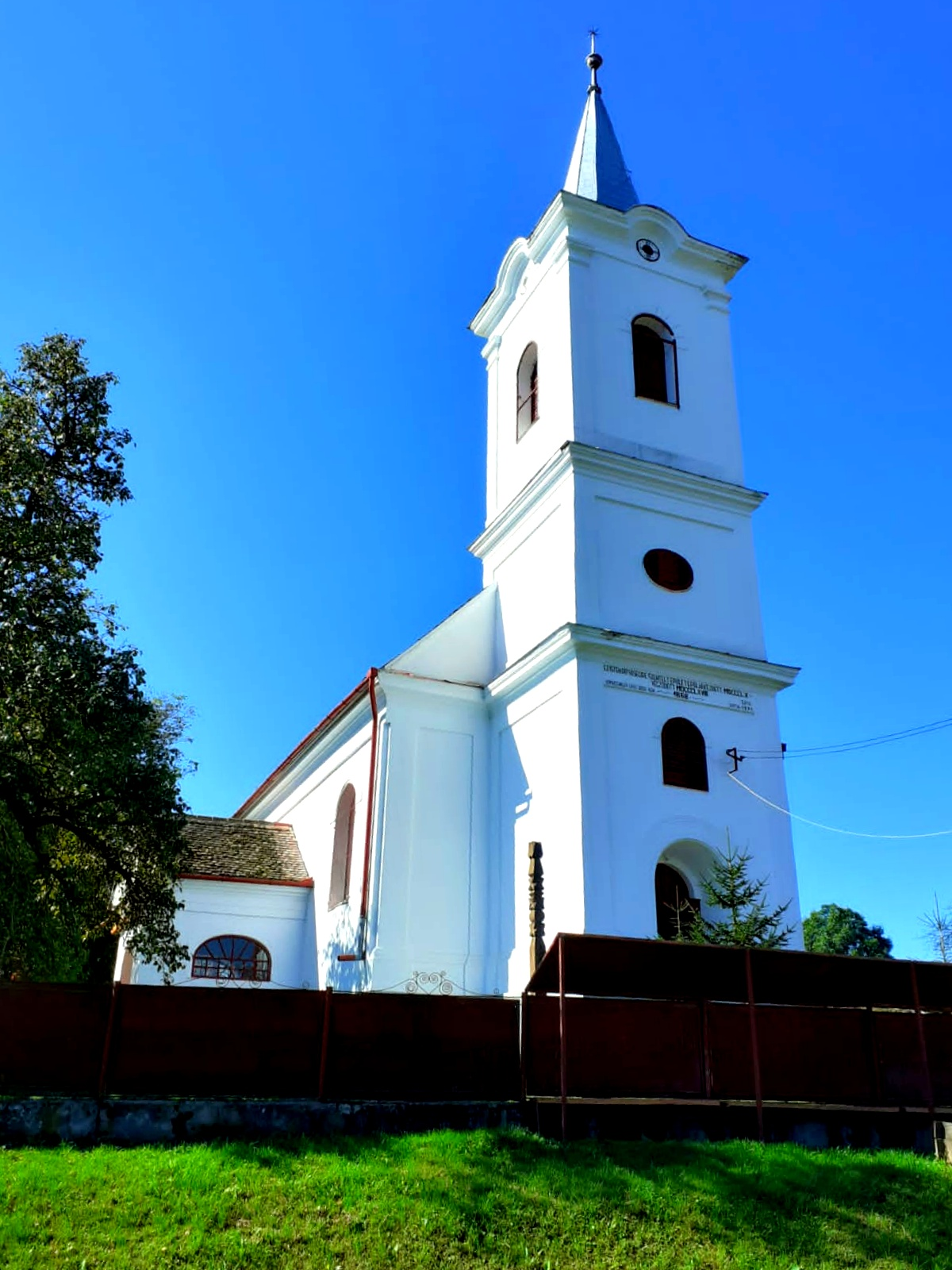
Biserica reformată din Maia
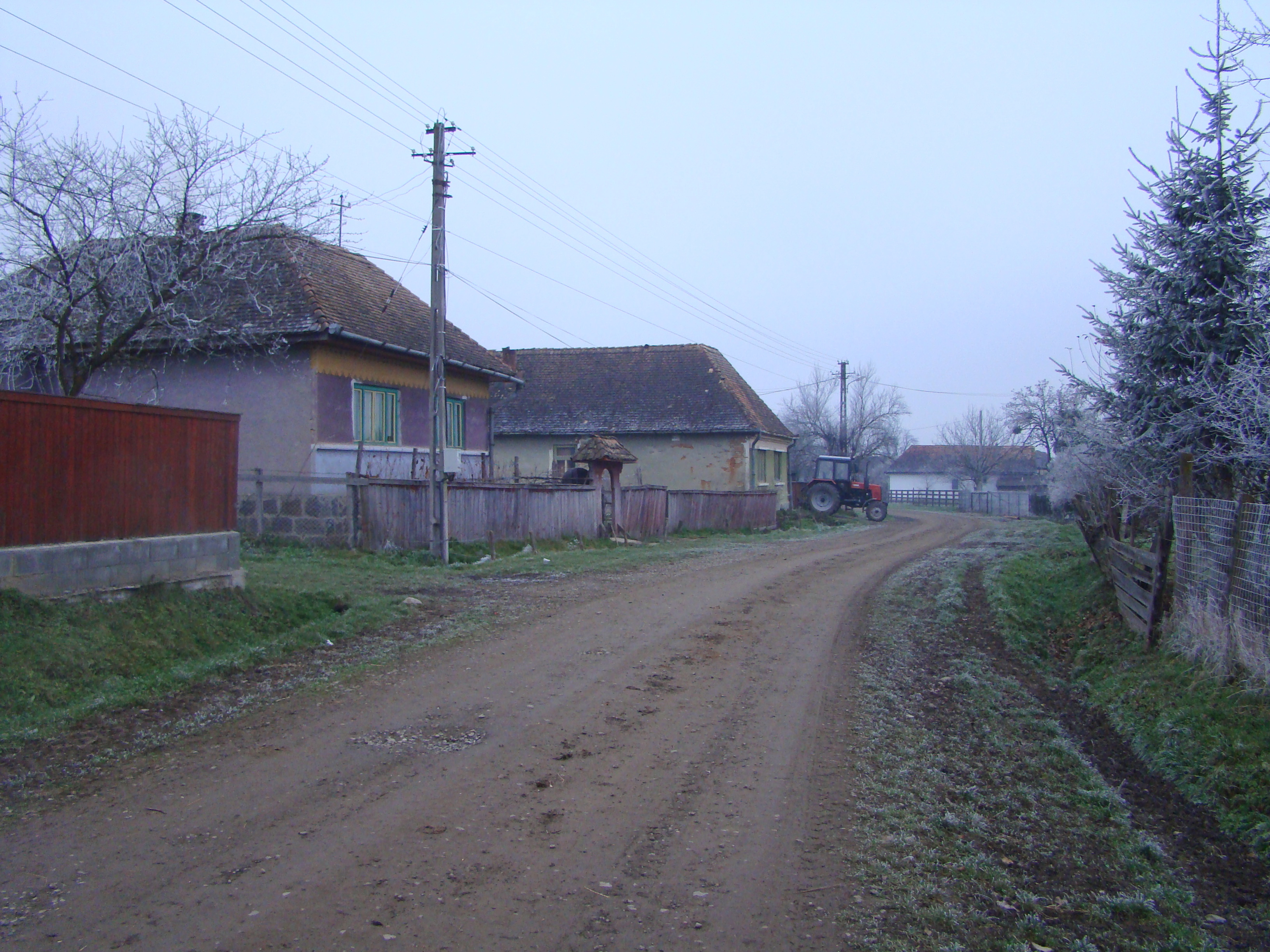
Satul Bâra
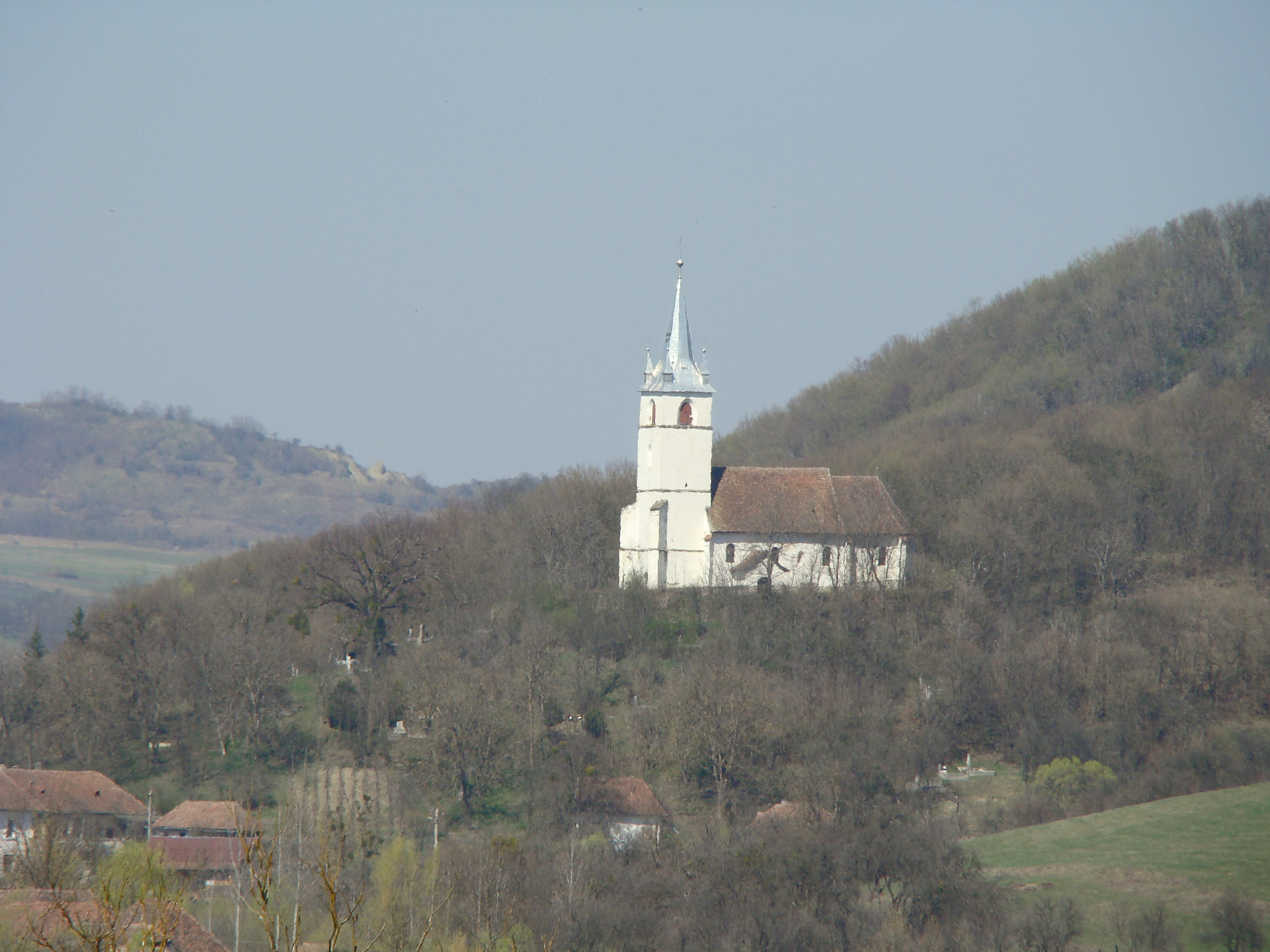
Biserica reformată din satul Bâra (monument istoric)
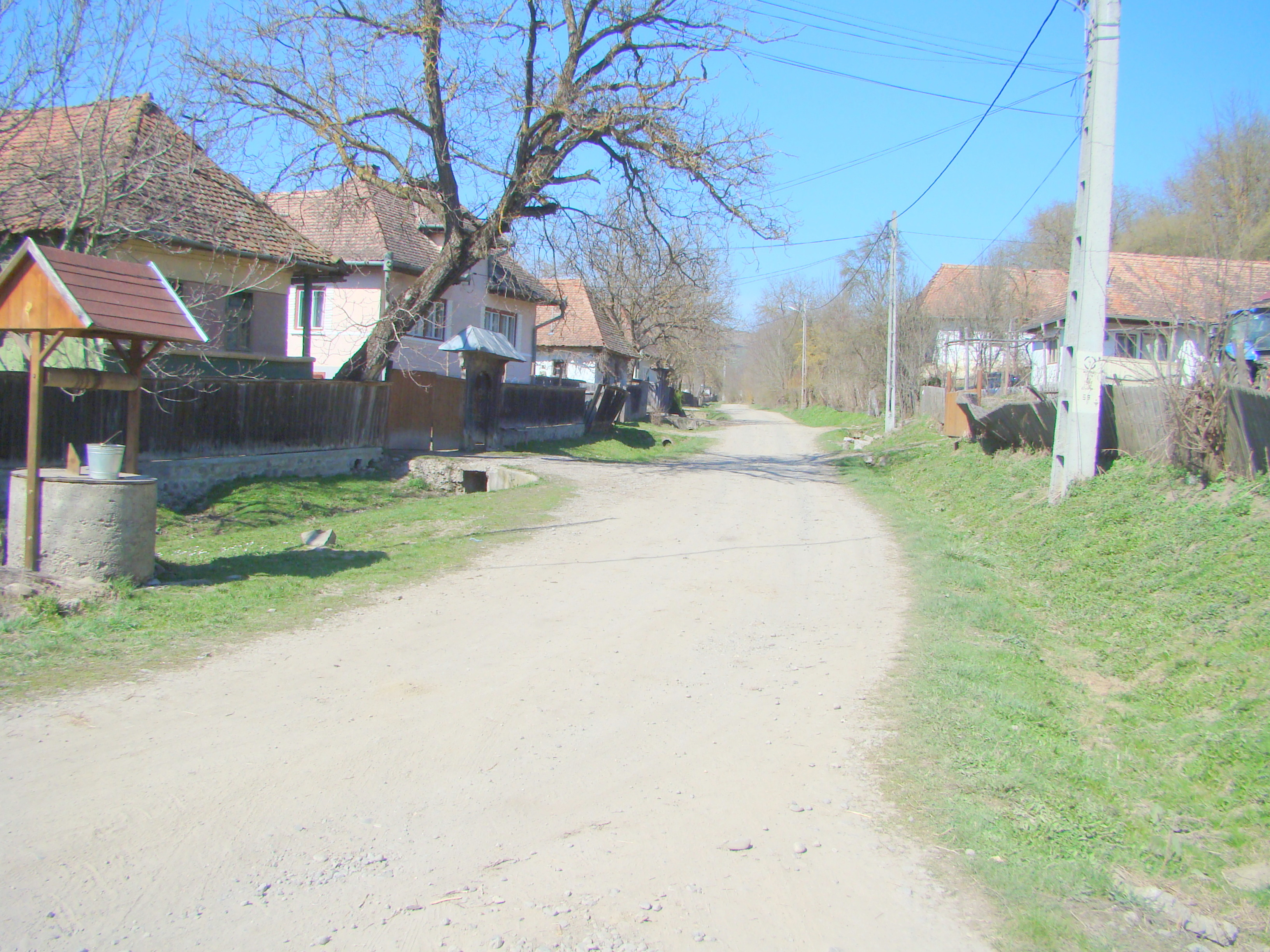
Satul Mărculeni
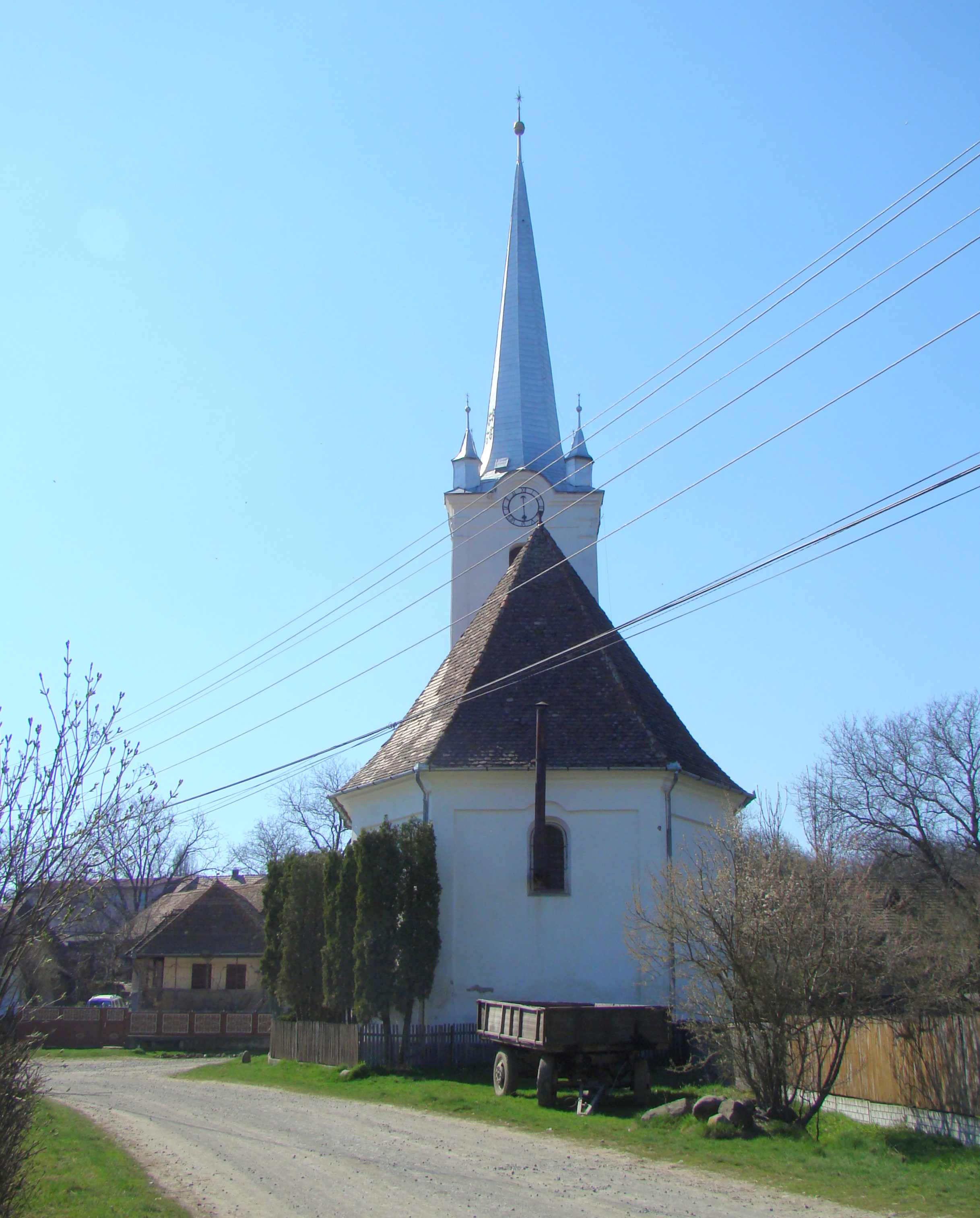
Biserica reformată din satul Mărculeni
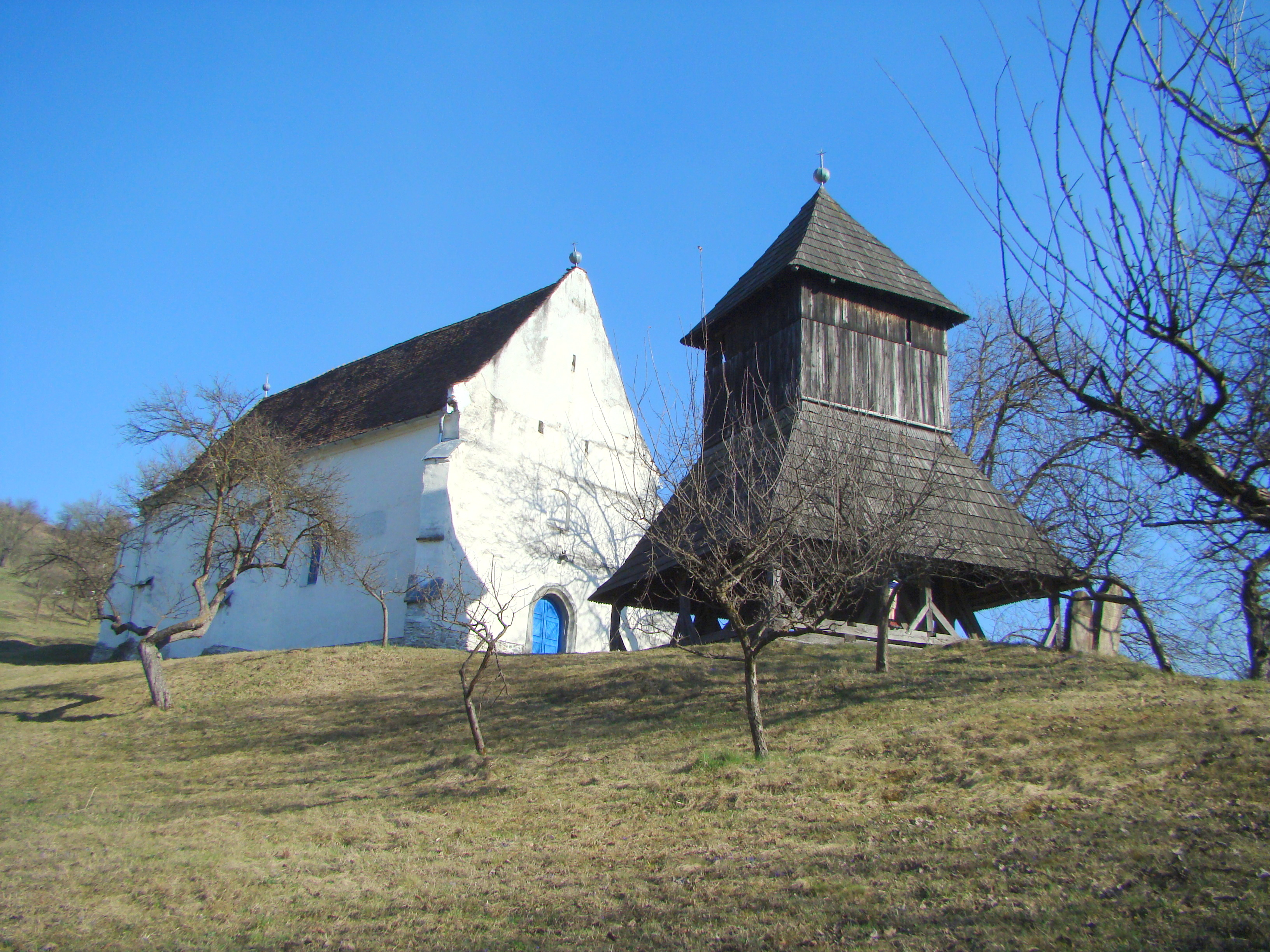
Biserica reformată din satul Eremieni (monument istoric)
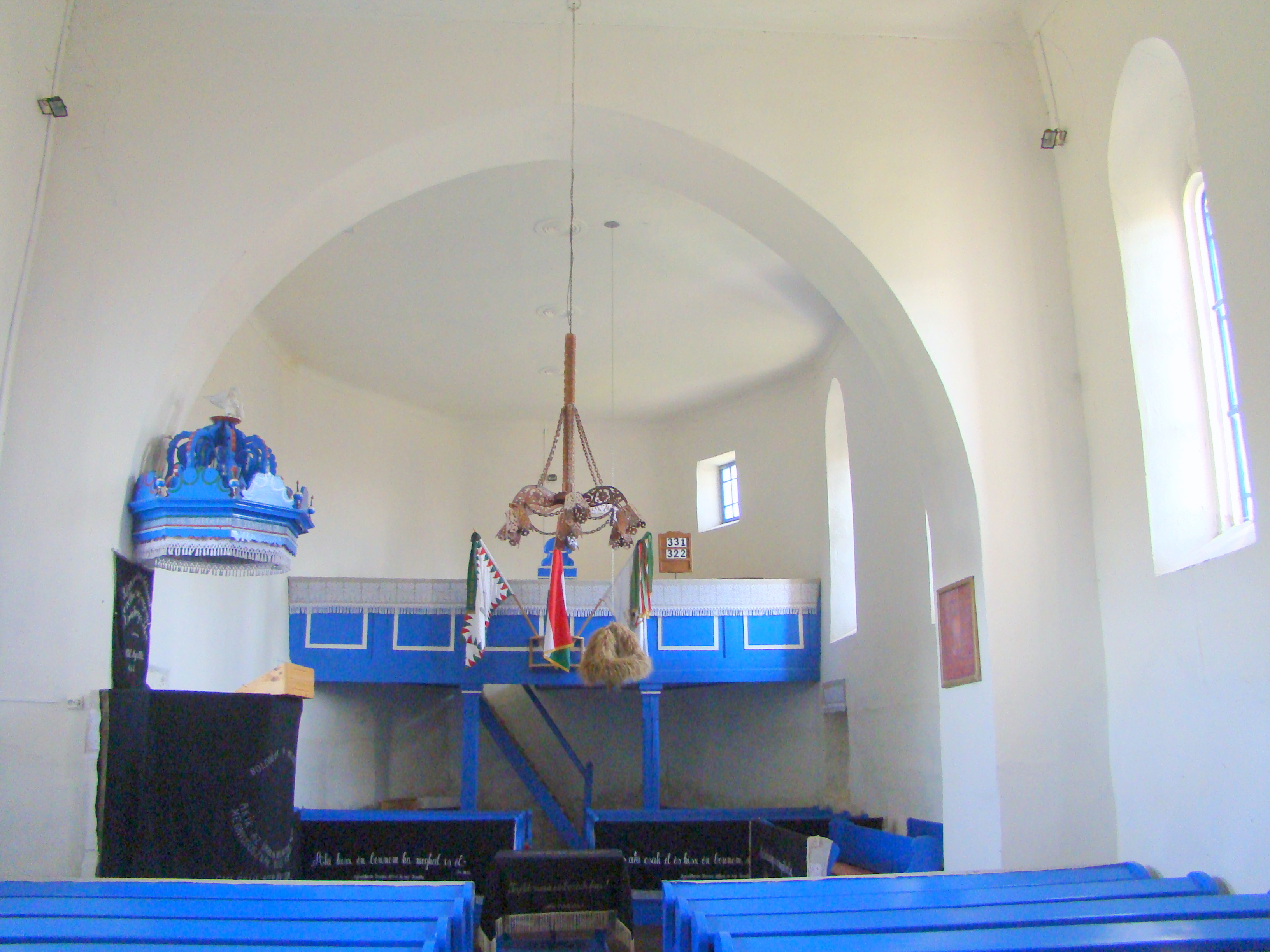
Biserica reformată din satul Eremieni (monument istoric)
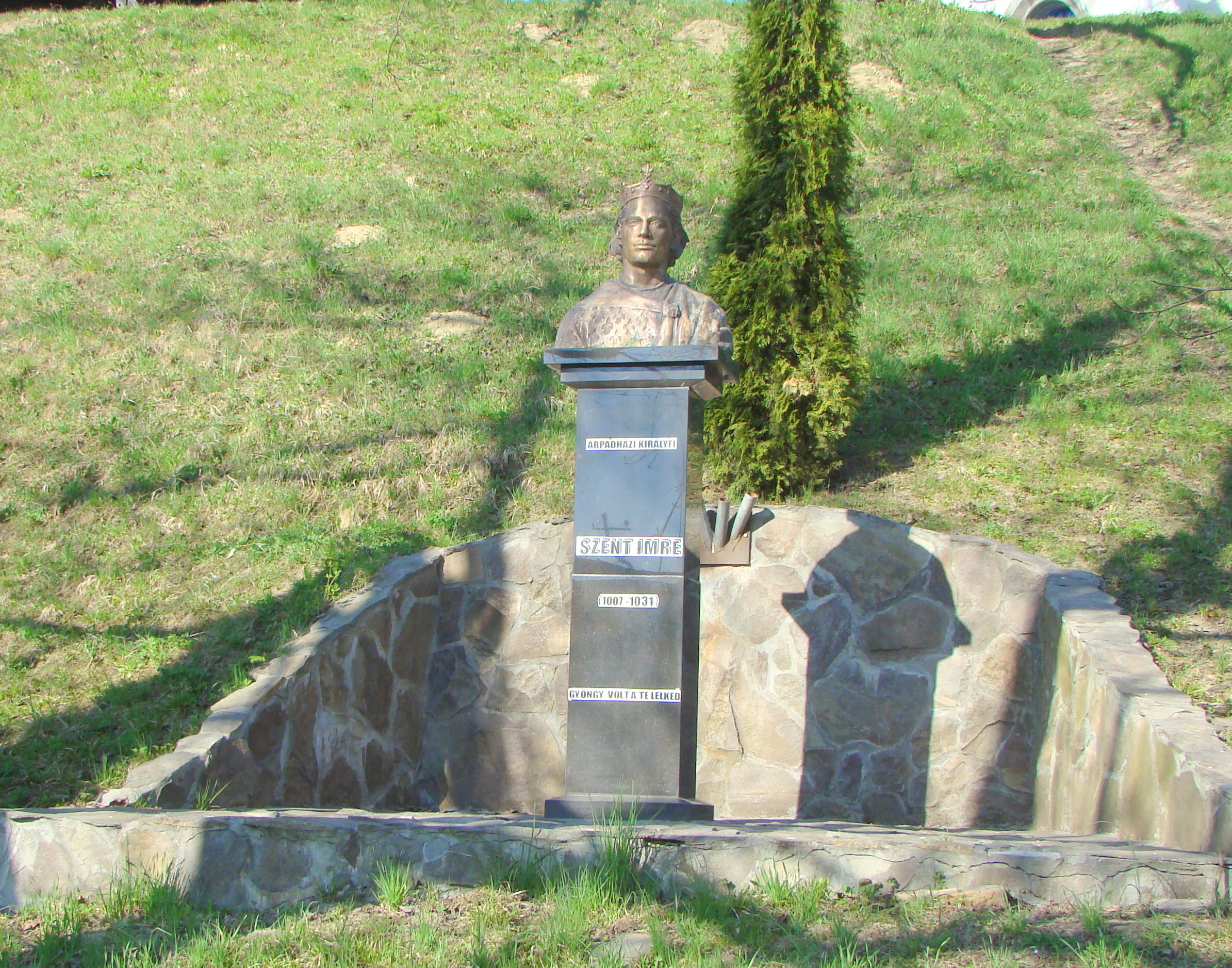
Bustul Sfântului Emeric din Eremieni
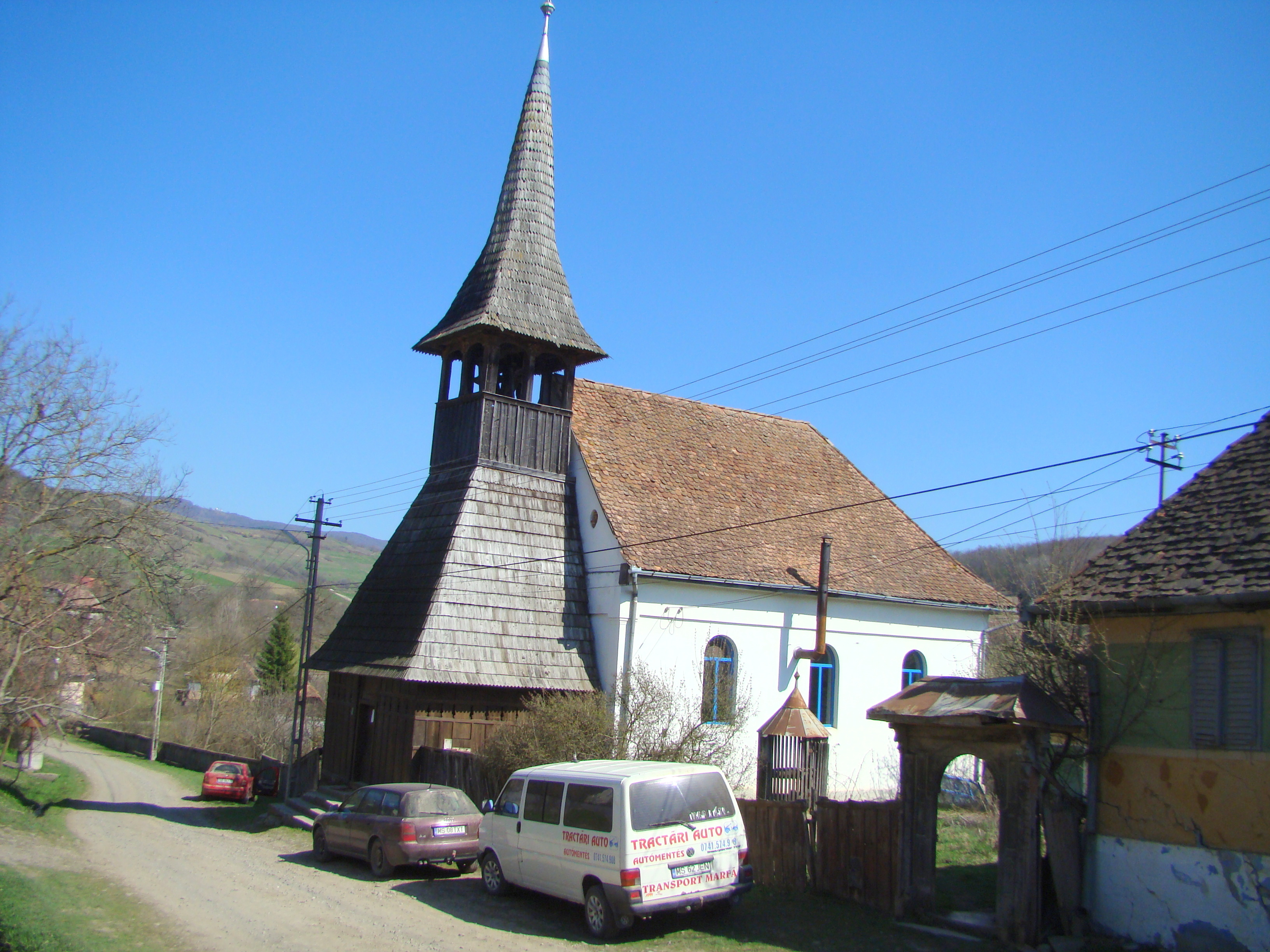
Biserica reformată din satul Cându (monument istoric)
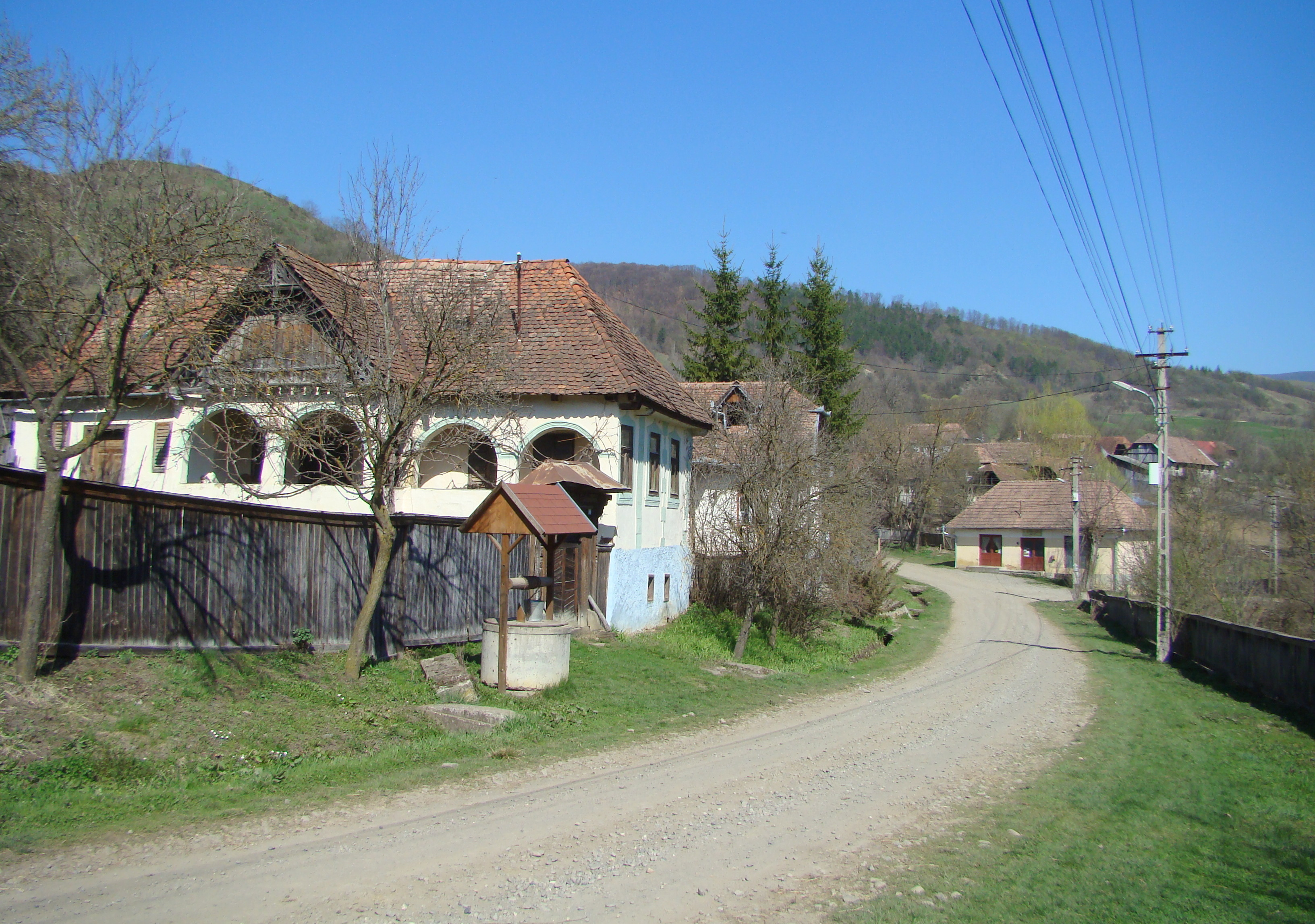
Satul Cându